# First Kiss
First Kiss is een Nederlandse romantische komedie-film uit 2018 geregisseerd door Roy Poortmans. De film ging op 22 november 2018 in première.

## Verhaal
De film volgt het kleine maar succesvolle cosmeticabedrijf First Kiss, dat gespecialiseerd is in lipstick. Het bedrijf wordt geleid door Susan die hierbij wordt bijgestaan door Bobby en Marlin. Als Susan een aanbod krijgt van haar grote concurrent, het cosmeticabedrijf Couleur de Paris van Jeanette en haar dochter Germaine, om haar bedrijf over te nemen weigert ze dit.
Jeanette is een meedogenloze zakenvrouw die het er niet bij wil laten zitten; als gevolg hierop gaat ze wraak nemen en zet ze alles op alles om First Kiss kapot te maken.

## Rolverdeling
| acteur                 | personage                  |
| ---------------------- | -------------------------- |
| Vajèn van den Bosch    | Roos                       |
| Buddy Vedder           | Yannick                    |
| Leontine Ruiters       | Susan                      |
| Caroline De Bruijn     | Jeanette                   |
| Stijn Fransen          | Germaine                   |
| Marije Zuurveld        | Marlin                     |
| Jeroen van Holland     | Bobby                      |
| Bastiaan Ragas         | Rick                       |
| Jetty Mathurin         | Greet                      |
| Christiaan van der Wal | Klaas                      |
| Andy van Veen          | Daan                       |
| Lisa de Graaf          | Meike                      |
| Monique Smit           | presentatrice              |
| Sophie Bouquet         | stagiair                   |
| Ron Brandsteder        | dokter Bernhard            |
| Carolein van Duren     | zuster                     |
| Thijs Dam              | agent                      |
| Alex Swamipersad       | agent                      |
| Selina van Loon        | model bij First Kiss       |
| Dorien Rose            | model bij Couleur de Paris |
| Vinchenzo              | zichzelf                   |
| Koen Kardashian        | zichzelf                   |
| Jessie Maya            | zichzelf                   |
| Noor de Groot          | zichzelf                   |

## Achtergrond
De film werd in juli 2018 door de productiebedrijven Gates Pictures en Just Productions aangekondigd met hoofdrollen voor Leontine Ruiters, Marije Zuurveld en Caroline De Bruijn. Begin augustus 2018 werden meerdere acteurs aan het project toegevoegd, waaronder Monique Smit en Buddy Vedder. De opnames gingen half augustus 2018 van start.
First Kiss ging op 22 november 2018 in première voor pers en genodigde in Theater Amsterdam. De film kwam vervolgens op 28 november 2018 landelijk in de bioscoop voor het publiek.